# Rhipidia (Rhipidia) pulchra
Rhipidia (Rhipidia) pulchra is een tweevleugelige uit de familie steltmuggen (Limoniidae). De soort komt voor in het Oriëntaals gebied.